# Michael Redgrave
Sir Michael Scudamore Redgrave, CBE (født 20. marts 1908, død 21. marts 1985) var en engelsk teater- og filmskuespiller, instruktør, manager og forfatter.

## Opvækst
Han var søn af skuespilleren i stumfilm, Roy Redgrave og skuespiller Margaret Scudamore. Redgrave gjorde sin første professionelle sceneopførelse på Playhouse i Liverpool den 30. august 1934, som Roy Darwin i Counsellor-at-Law (af Elmer Rice).[kilde mangler] Han tilbragte to år i teaterfirmaet Liverpool Repertory Company, hvor han mødte sin fremtidige kone Rachel Kempson.
Redgrave graduerede fra Magdalene College ved Cambridge University. Han arbejdede først som journalist og skolelærer før scenedebuten i 1934. Filmdebut i 1938 i Alfred Hitchcocks  En kvinde forsvinder.

## Karriere
Redgrave blev derefter en af Storbritanniens mest fremtrædende og alsidige skuespillere. Han specialiserede sig i "intelligente"-karakterer, men var også en god komedieskuespiller. Han havde sin storhedstid fra slutningen af 1940'erne og et årti frem. I 1947 blev han nomineret til en Oscar for bedste mandlige hovedrolle for sin præstation i filmen Sorg klæder Elektra.
I 1950 spillede han Hamlet på Kronborg Slot, med Yvonne Mitchell i rollen som Ofelia.

## Privatliv
Redgrave giftede sig med skuespilleren Rachel Kempson den 20. juli 1935[kilde mangler], og er far til skuespillere Vanessa Redgrave, Corin Redgrave og Lynn Redgrave. Han blev adlet i 1959.

## Filmografi (udvalg)
- 1938 – En kvinde forsvinder
- 1940 – Et vindue i London
- 1941 – Kipps
- 1945 – Flyverkammerater
- 1945 – Nattens mysterier
- 1947 – Spor i sandet
- 1947 – Sorg klæder Elektra
- 1952 – Bunbury
- 1954 – Mørkets eskadrille
- 1955 – Mr. Arkadin

- 1956 – 1984
- 1958 – Den stilfærdige amerikaner
- 1959 – Kampen uden nåde
- 1962 – Sejr eller nederlag?
- 1965 – Telemarkens helte
- 1969 – Åh, sikken herlig krig!
- 1969 – David Copperfield (TV-film)
- 1971 – Sendebudet
- 1972 – Nicolai og Alexandra